# 폴 보스타프
폴 보스타프(Paul Steven Bostaph, 1963년 3월 6일 ~ )는 미국의 드러머이다.